# عملية شجرة العوسج

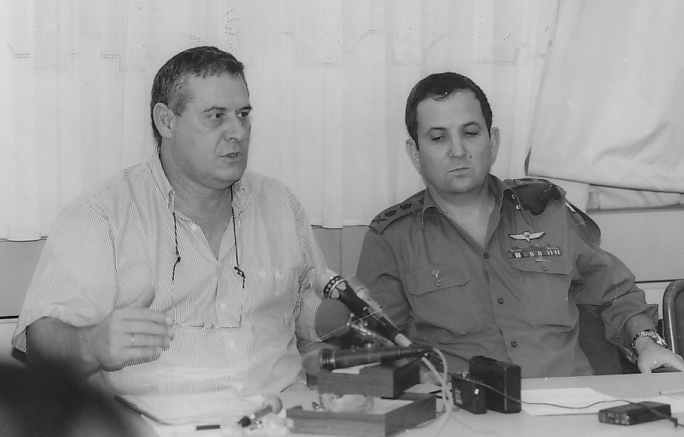
لجنة عينان، الجنرال مناحيم عينان يسلم رئيس الأركان إيهود باراك تقرير اللجنة

كانت عملية شجرة العوسج خطة إسرائيلية لاغتيال الرئيس العراقي صدام حسين في 1992. وقد وصفتها بالكامل صحيفة يديعوت أحرونوت الإسرائيلية في ديسمبر 2003، لكن تقارير اخبارية نشرت حول المؤامرة منذ يناير عام 1999. الخطة وضعت للانتقام من هجمات صواريخ سكود العراقية خلال حرب الخليج. ألغيت الخطة بعد مقتل خمسة جنود أثناء التدريب على العملية. ويعرف الحادث في إسرائيل بكارثة تزيليم بيت.
عندما اكتشف ان عم صدام خير الله طلفاح مصاب بمرض عضال، حقق الإسرائيليون في امكانية استخدام فريق كوماندوز في نصب كمين لمراسم الجنازة. وكان من المقرر أن يُدْخَل فريق كوماندوز من وحدة القوات الخاصة سايريت ماتكال التابعة للجيش الاسرائيلي إلى العراق قادما من الأردن حيث سيسافر إلى الجنازة بالقرب من تكريت ويقتل صدام بصواريخ «ميدراس» الموجهة عبر التليفزيون.
وقد أجريت تدريبات على العملية التي قادها دورون كيمبل يوم 5 نوفمبر 1992 في قاعدة تدريب المشاة بالقرب من كيبوتز تزيليم في صحراء النقب. كان تنفيذ العملية على بعد يومين فقط. غير أنه في التدريب أطلق رجال الكوماندوز الإسرائيليون عن طريق الخطأ طلقات حية على قافلة تحاكى الهدف مما أسفر عن مصرع خمسة من زملائهم من قوات الكوماندوز سايريت ماتال وإصابة ستة آخرين. وكان رئيس الجيش الإسرائيلي، إيهود باراك، يشاهد البروفة في ذلك الوقت.
الخطة ألغيت ووصفت الصحف الإسرائيلية الحادث بأنه «حادث تدريب». وحاولت أجهزة الرقابة الإسرائيلية منع الصحف الإسرائيلية من نشر حقيقة أن رئيس الاستخبارات العسكرية أوري ساغي شهد الحادث، لكن الرقابيين رضخوا بعد بضعة أسابيع. في 24 نوفمبر، ذكرت صحيفة ميامي هيرالد الأمريكية أن الجنود المشاركين في الحادث كانوا يتدربون على خطة لاغتيال زعيم حزب الله حسن نصر الله. كما تحدثت النيويورك تايمز والتايمز والإندبندنت عن المحاولة الجلية ضد نصر الله واشتكى الرقيب العسكرى الاسرائيلى من ان الصحفيين من جميع الصحف المعنية انتهكوا قوانين الرقابة.
بعد سبع سنوات، استهدفت عملية شجرة العوسج 2 صدام مجدداً. وكان عملاء الموساد قد استكشفوا مواقع في العراق بحثا عن كمين للزعيم العراقي. ولكن، كما في السابق، ألغيت الخطة، هذه المرة بسبب كل من عملية ثعلب الصحراء البريطانية الأمريكية والمخاوف من الإضرار بعملية السلام الإسرائيلية العربية.